# ビクトロン
ビクトロン（Victron）とは、日本ビクター（現・JVCケンウッド）が販売していた電子オルガンの商標。

## 概要
1958年、日本ビクターは国産初、全真空管式の電子オルガンEO-4420型を発売した。「ビクトロン」という名称は、1966年発売のEO-100から使われた。
電子オルガンのトランジスタ化は、ヤマハのエレクトーンの方が先行しており、エレクトーンでは1号機のD-1から全トランジスタ化していたのに対し、ビクトロンは1967年発売のEO-200からとなった。
1970年代、TBSの8時の空やテレビCMなどで森ミドリが白いビクトロンで演奏を行い、ビクトロンが一般に知られるようになった。また、横浜スタジアムや、西武球場などの野球場では、プロ野球の試合で打者がバッターボックスに入る際に選手のお気に入りの曲で応援するということも行っていた。
細かな機能の違いはあれどドローバーによる波形合成といった基本構成を貫いてきたビクトロンも、1985年には「システム・ビクトロン」という名前でNS-5・NS-7が登場、多機能電子オルガンへの進化を遂げた。
しかし、この時期以降販売数が低迷。1991年（1990年度末）日本ビクターは電子オルガン事業から撤退した。
撤退まで「ビクター音楽教室」という音楽教室部門を全国展開していたが、1990年に松下電器産業（現・パナソニックホールディングス）と共同出資のビクター・テクニクスミュージック株式会社が承継。傘下の教室は、開発・発売が継続された松下のTechnicsブランドの「テクニトーン」へ移行された。

2001年9月にビクター・テクニクスミュージックをローランドが買収したことでテクニトーンは発売終了となり、ミュージック・アトリエを使用する「ローランドミュージックスクール」となっている。
なお、「ビクトロン」は1970年代前半、同社から製造販売されていた「純白カラーテレビ」のブランドとしても使われていた。

## 機種
- 1958年 - EO-4420
- 1966年 - EO-100
- 1967年 - EO-200
- 1968年 - EO-300
- 1970年 - EO-120, EO-220, EO-700, EO-80S, EO-80D
- 1971年 - EO-81R
- 1972年 - EO-150SS, EO-250SS, EO-250STR, EO-360STR
- 1973年 - EO-130R, EO-151STR
- 1974年 - EO-5M
- 1975年 - EO-8P, EO-10S, EO-10SW
- 1976年 - EO-G2, EO-G3
- 1977年 - EO-M6, EO-M8, EO-M20W
- 1978年 - EO-G5F, EO-G6
- 1979年 - EO-G3F, EO-M10FW
- 1980年 - EO-M8S, EO-G30, EO-G40, EO-G50
- 1981年 - EO-M70, EO-M90, EO-M120, EO-150
- 1985年 - NS-5, NS-7

この他、コンサート用特別仕様モデル「コンサートビクトロン」が存在した。

## かつてビクトロンが置かれていたところ
- 川崎球場
- 横浜スタジアム
- 西武球場
- 横浜高島屋
- サンシャインシティ

## ビクトロン奏者
- 森ミドリ
- ビクトロン・シスターズ5&5（ファイブアンドファイブ）
  - 八色奈保子
  - 佐々木久美
  - 中島和子
  - 十時節子
  - 杉原美紀